# Квартет Буша
Квартет Буша (нем. Busch-Quartett) — струнный квартет во главе со скрипачом Адольфом Бушем, существовавший в разных составах с 1919 г. до смерти Буша в 1952 г.
Свой первый квартет Буш организовал в 1913 г. в Вене, где он играл первую скрипку в оркестре Венского концертного общества; три других участника квартета — вторая скрипка Фриц Ротшильд, альт Карл Доктор и виолончель Пауль Грюммер — также были солистами этого оркестра, так что квартет получил название квартет Венского концертного общества (нем. Konzertvereinsquartett); из-за начавшейся вскоре Первой мировой войны этот коллектив, однако, быстро распался.
В 1919 г. новый квартет Буша был создан уже в Берлине, где он преподавал в это время. Музыканты квартета последовали за Бушем сперва из Германии в Швейцарию (1927), а затем и в США (1939).
Из записей квартета Буша наибольшее признание принесли ему все струнные квартеты Бетховена, записанные с 1932 по 1942 гг. Представляют значительную ценность также записи произведений Шуберта и Брамса. Постоянным партнёром квартета при исполнении фортепианных квинтетов выступал Рудольф Серкин, с квартетом играли также такие музыканты, как Фредерик Терстон, Обри Брейн и Деннис Брейн, Семён Беллисон.

## Состав квартета
Первая скрипка:
- Адольф Буш

Вторая скрипка:
- Карл Райц (1919—1921)
- Гёста Андреассон (1921—1945)
- Эрнест Друкер (1946)
- Бруно Штрауман (1946—1952)

Альт:
- Эмиль Бонке (1919—1921)
- Карл Доктор (1921—1943)
- Лотта Хаммершлаг (1944—1945)
- Гуго Готтесман (1946—1952)

Виолончель:
- Пауль Грюммер (1919—1930)
- Герман Буш (1930—1952)